# Número primo de grado industrial
Los primos de grado industrial (el término aparentemente se debe a Henri Cohen) son números enteros cuya condición de número primo no ha sido certificada (es decir, no se ha probado rigurosamente), pero se han sometido a pruebas de probable primalidad como el test de primalidad de Miller-Rabin, que tiene un resultado efectivo pero con una insignificante tasa de fallas, o el test de primalidad de Baillie-PSW, que hoy por hoy no se conoce que pase ningún número compuesto.
A veces se utilizan primos de grado industrial en lugar de primos certificados en algoritmos como el RSA, que requieren el uso de un número primo grande. Certificar la primalidad de números grandes (más de 100 dígitos, por ejemplo) es significativamente más difícil que demostrar que son números primos de grado industrial. Esto último se puede hacer casi instantáneamente con una función de riesgo tan bajo, que es muy poco probable que falle en la práctica. En otras palabras, se estima que el número es primo con una confianza muy alta, pero no absoluta.